# Quaq Quao
Quaq Quao è una serie d'animazione televisiva italiana per bambini di 26 episodi da 5 minuti ciascuno, che racconta le avventure di un anatroccolo bianco.

## Trama
Quaqquao è un piccolo anatroccolo curioso alla scoperta del mondo e degli altri animali, ciascuno dei quali si esprime emettendo un proprio verso peculiare. Dopo ogni nuovo incontro, il protagonista inizia a parlare imitando il verso dell'altro animale invece di starnazzare. Alla fine di ogni episodio, quando Quaqquao torna a casa, anche mamma anatra appare un po' confusa.

## Produzione
Realizzata in stop-motion con figure di origami, creata da Francesco Misseri, con musiche di Piero Barbetti, animazione di Lanfranco Baldi, S. Buti, D. Laganà, P. Lizzardo. Fu prodotta dalla PMBB nel 1978 e trasmessa per la prima volta in Italia nel 1980.